# Aeroporto Internacional do Recife
Internationale Luchthaven Guararapes of Internationale Luchthaven Gilberto Freyre is de internationale luchthaven van de Braziliaanse stad Recife. Ze is genoemd naar Gilberto Freyre (1900-1987), een bekende socioloog en antropoloog uit Recife.
De luchthaven ligt in de voorstad Guararapes, op circa 2 kilometer van de Atlantische Oceaan en is volledig omringd door bewoond gebied. Ze wordt uitgebaat door het staatsbedrijf Infraero. Op 1 juli 2004 werd een nieuwe, moderne terminal in gebruik genomen. Ze heeft een capaciteit van vijf miljoen passagiers per jaar. In 2007 verwerkte ze 4.188.081 passagiers en 59.781 vliegbewegingen. Daarmee was ze de achtste luchthaven in Brazilië wat betreft het aantal passagiers.